# Казарми Монкада
20°01′35″ пн. ш. 75°49′09″ зх. д. / 20.02638889° пн. ш. 75.81916667° зх. д.

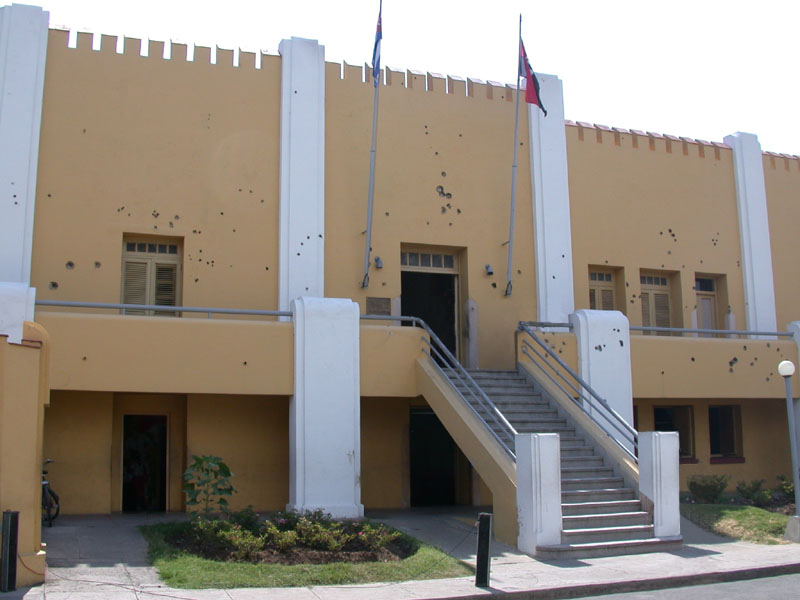
Казарми Монкада 2006 рік.

Казарми Монкада (ісп. Moncada) — військові казарми в місті Сантьяго-де-Куба на о. Куба, названі на честь генерала Гільєрмо Монкада, героя Кубинської війни за незалежність.

## Історія
У середині 19 століття в місті Сантьяго-де-Куба була побудована фортеця «Королева Мерседес». Роботи проводилися під керівництвом головнокомандувача Східного департаменту острова Куба фельдмаршала Карлоса Варгаса-Мачука, закінчені в 1859 році.
На початку дев'яностих років 19 століття боротьбу кубинського народу проти Іспанії очолив генерал Гільєрмо Монкада. У 1893 році Монкада був зраджений, заарештований і поміщений до фортеці «Королева Мерседес». Через два роки одиночного ув'язнення Монкада помер.
Після його смерті повстання тривало, воно переросло в кубино-іспанську війну. У 1898 році на острів висадилися війська Сполучених Штатів нібито для допомоги кубинцям. Американські війська окупували східну частину острова. Над фортецею «Королева Мерседес» замість іспанського прапора замайорів американський. І навіть коли війна з Іспанією закінчилася, війська Сполучених Штатів продовжували залишатися на Кубі нібито для захисту ділових і особистих інтересів громадян США.
Кубинці не примирилися з новим іноземним пануванням і знову взялися за зброю. Почалися заворушення в провінції Орієнте. Щоб заспокоїти народ, уряд підняв над фортецею прапор Куби і назвав її ім'ям революційного генерала Монкади.
Відтепер фортеця називалася: казарми Монкада.
26 липня 1953 група бойовиків-повстанців на чолі з Фіделем Кастро здійснила символічний жест проти правління олігархічного режиму президента Батисти — напала на казарми Монкада та спробувала їх взяти штурмом. Повстанці були розбиті, взяті в полон, постали перед військовим трибуналом і були засуджені на великі строки. Фідель Кастро отримав 15 років тюрми. Через 22 місяці він і його товариши були амністовані і звільнені, після цього Фідель одразу подався у Мексику. Попри це штурм казарм Монкада вважається початком Кубинської революції.
26 липня на Кубі щорічно відзначається як День національного повстання. На честь цієї події в 1973 році заснована ювілейна медаль «XX річниця».